# 布罗 (德国)
布罗（德語：Burow）是德国梅克伦堡-前波美拉尼亚州的市镇，隶属于梅克伦堡湖区县。总面积为17.33平方千米，截至2023年12月31日总人口为947人。